# Jeu de paume na Letních olympijských hrách 1908

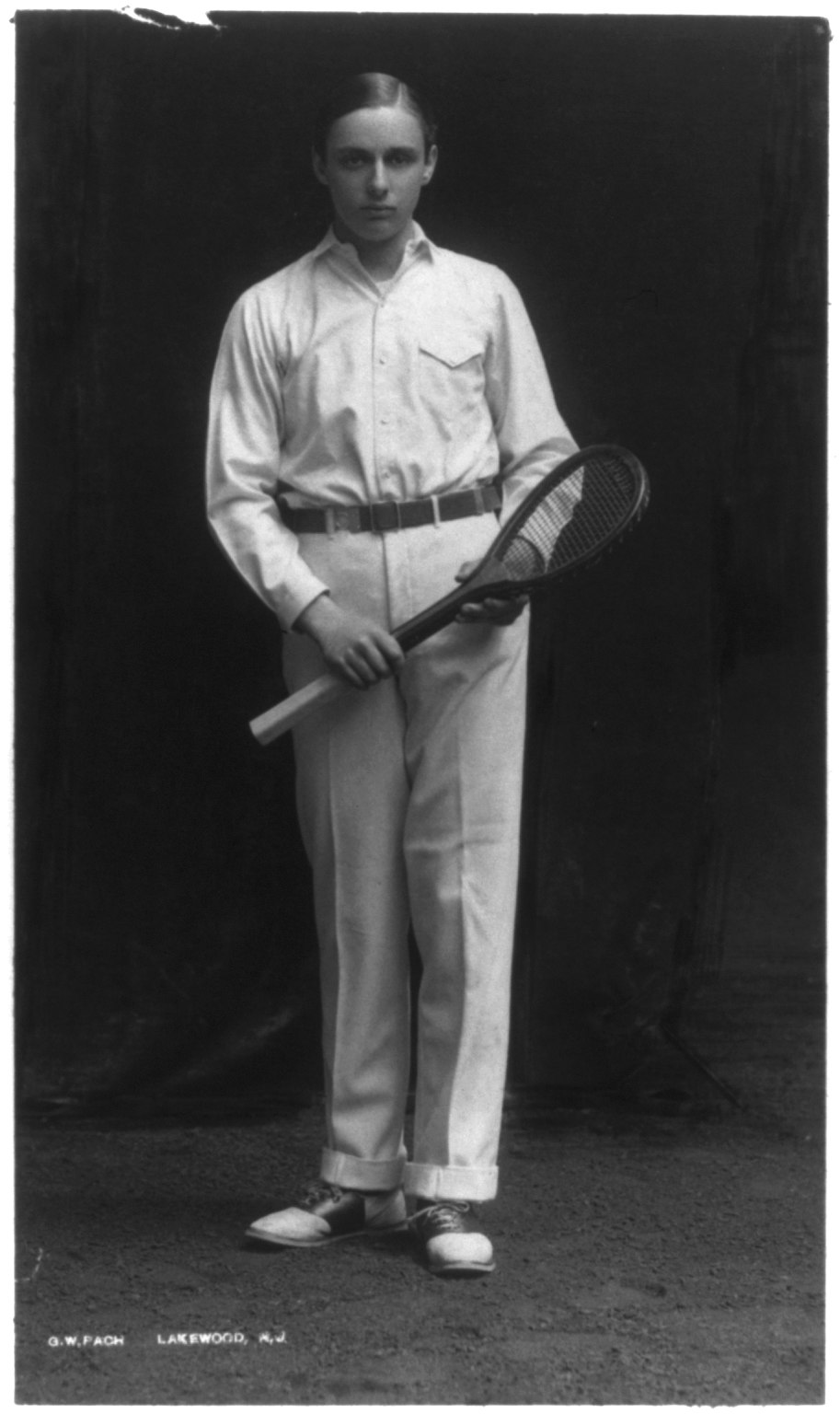
Vítěz turnaje, Američan Jay Gould II

Turnaj v jeu de paume na Letních olympijských hrách 1908 byl jedinou oficiální soutěží tohoto sportu v rámci olympijských her. Na Letních olympijských hrách 1908 byly uspořádány zápasy v dnech 18.–23. května a zúčastnilo se jich jedenáct hráčů, devět Britů a dva Američané. Zlatou medaili vybojoval Jay Gould II (USA).
Venkovní verze jeu de paume, označovaná jako longue paume, byla jako neoficiální sport součástí LOH 1900. Pod anglickým názvem real tennis bylo jeu de paume coby neoficiální sport předvedeno také na LOH 1924.

## Medailisté
| Zlato                                       | Stříbro                              | Bronz                                        |
| ------------------------------------------- | ------------------------------------ | -------------------------------------------- |
| Jay Gould II · Spojené státy americké (USA) | Eustace Miles · Velká Británie (GBR) | Neville Bulwer-Lytton · Velká Británie (GBR) |